# Medon (Tennessee)
Medon es una ciudad ubicada en el condado de Madison en el estado estadounidense de Tennessee. En el censo de 2010 tenía una población de 178 habitantes y una densidad poblacional de 70,27 personas por km². Medon es sede de condado del condado de Madison.

## Geografía
Medon se encuentra ubicada en las coordenadas 35°27′8″N 88°51′46″O / 35.45222, -88.86278. Según la Oficina del Censo de los Estados Unidos, Medon tiene una superficie total de 2.53 km², de la cual 2.52 km² corresponden a tierra firme y (0.41%) 0.01 km² es agua.

## Demografía
Según el censo de 2010, había 178 personas residiendo en Medon. La densidad de población era de 70,27 hab./km². De los 178 habitantes, Medon estaba compuesto por el 93.82% blancos, el 5.06% eran afroamericanos, el 1.12% eran amerindios, el 0% eran asiáticos, el 0% eran isleños del Pacífico, el 0% eran de otras razas y el 0% pertenecían a dos o más razas. Del total de la población el 0.56% eran hispanos o latinos de cualquier raza.